# Саундгардън
„Саундгардън“ (на английски: Soundgarden) е американска гръндж група, създадена в Сиатъл през 1984 г.
Тя е сред най-популярните гръндж групи в началото на 1990-те години заедно с „Нирвана“, „Пърл Джем“ и „Алис ин Чейнс“.
Групата просъществува до 1997 г. На 1 януари 2010 г. Крис Корнел обявява официално, че групата отново се събира.

## Пост Саундгардън
След разпадането на групата вокалистът Крис Корнел издава соловия си албум Euphoria Morning. След това формира Audioslave с бившите членове на Рейдж Агейнст дъ Мъшин. Корнел възнамерява да издаде втори солов албум през 2007 г.

### Състав
- Крис Корнел (Chris Cornell) – вокали, китара (1984 – 1997; 2010 – 2017)
- Бен Шефърд (Ben Shepherd) – бас-китара (1990 – 1997; 2010– )
- Ким Тейъл (Kim Thayil) – ритъм-китара (1984 – 1997; 2010– )
- Мат Камерън (Matt Cameron) – барабани (1986 – 1997; 2010– )

### Дискография

#### Студийни албуми
- Ultramega OK (1988)
- Louder Than Love (1989)
- Screaming Life/Fopp (1990)
- Badmotorfinger (1991)
- Superunknown (1994)
- Down On The Upside (1996)
- A-Sides (1997)